# Caroline Stoll
Caroline Stoll (4 novembre 1960) è un'ex tennista statunitense.

## Carriera
In carriera ha vinto tre titoli nel singolare, il Montreal Classic nel 1978, il WTA Argentine Open nello stesso anno e il WTA German Open nel 1979. Nei tornei del Grande Slam ha ottenuto il suo miglior risultato raggiungendo il terzo turno nel singolare agli US Open nel 1978 e nel 1979.

## Statistiche

### Singolare

#### Vittorie (3)
| Numero | Anno              | Torneo                           | Superficie  | Avversaria in finale | Punteggio |
| 1.     | 24 settembre 1978 | Montreal Classic, Montréal       | Cemento     | Françoise Dürr       | 6-3, 6-2  |
| 2.     | 5 novembre 1978   | WTA Argentine Open, Buenos Aires | Terra rossa | Emilse Raponi        | 6-3, 6-1  |
| 3.     | 27 maggio 1979    | WTA German Open, Berlino         | Terra rossa | Regina Maršíková     | 7-6, 6-0  |

#### Finali perse (1)
| Numero | Anno           | Torneo                    | Superficie | Avversaria in finale | Punteggio |
| 1.     | 20 maggio 1979 | WTA Austrian Open, Vienna |            | Chris Evert          | 1-6, 1-6  |

### Risultati in progressione
| Sigla | Risultato               |
| ----- | ----------------------- |
| V     | Vincitore               |
| F     | Finalista               |
| SF    | Semifinalista           |
| O     | Oro olimpico            |
| A     | Argento olimpico        |
| SF    | Bronzo olimpico         |
| QF    | Quarti di Finale        |
| 4T    | Quarto turno            |
| 3T    | Terzo turno             |
| 2T    | Secondo turno           |
| 1T    | Primo turno             |
| RR    | Round Robin             |
| LQ    | Turno di qualificazione |
| A     | Assente                 |
| ND    | Non disputato           |

| Legenda superfici    |
| -------------------- |
| Cemento              |
| Terra battuta        |
| Erba                 |
| Superficie variabile |

#### Singolare nei tornei del Grande Slam
| Torneo          | 1977 | 1977 | 1978 | 1979 | 1980 |
| --------------- | ---- | ---- | ---- | ---- | ---- |
| Australian Open | A    | A    | A    | A    | A    |
| Open di Francia | A    | A    | 1T   | 1T   | 2T   |
| Wimbledon       | A    | A    | 2T   | A    | A    |
| US Open         | 1T   | 1T   | 3T   | 3T   | 1T   |

#### Doppio nei tornei del Grande Slam
| Torneo          | 1977 | 1977 | 1978 | 1979 | 1980 |
| --------------- | ---- | ---- | ---- | ---- | ---- |
| Australian Open | A    | A    | A    | A    | A    |
| Open di Francia | A    | A    | 1T   | A    | 1T   |
| Wimbledon       | A    | A    | 2T   | A    | A    |
| US Open         | A    | A    | 1T   | A    | 2T   |

#### Doppio misto nei tornei del Grande Slam
Nessuna partecipazione